# Александровка (Ровенский район)
Александровка — село в Ровенском районе Саратовской области России, в составе городского поселения Ровенское муниципальное образование. Село расположено в степи примерно в 18 км юго-восточнее районного центра посёлка Ровное
Население — 68 (2010)

## История
Первоначально известно как немецкий хутор Фриденталь. Хутор относился к Зельманскому кантону АССР немцев Поволжья.
28 августа 1941 года был издан Указ Президиума ВС СССР о переселении немцев, проживающих в районах Поволжья. Немецкое население депортировано в Сибирь и Казахстан, хутор, как и другие населённые пункты Зельманского кантона был включен в состав Саратовской области, позднее переименован в село Александровка.

## Население
Динамика численности населения
| 1987 | 2002 |
| ---- | ---- |
| ≈250 | 94   |

| 2002 | 2010 |
| ---- | ---- |
| 96   | ↘68  |